# Сифациоз
Сифациоз (syphaciosis) — нематодоз, вызываемый Syphacia obvelata.
Возбудитель — нематода Syphacia obvelata (Rud, 1802). Самка 3,5—6 мм длины при максимальной ширине 0,275—0,340 мм, самцы имеют 1,3 мм в длину и 110 мкм в толщину. Этих паразитов используют для моделированного изучения энтеробиоза.
Syphacia obvelata и Syphacia muris могут паразитировать у домашних хомяков, у лабораторных грызунов.
S. obvelata паразитирует в кишечнике крыс и мышей. Человек заражается редко, при проглатывании яиц гельминта с загрязненной пищей.
Профилактика: борьба с синантропными грызунами (см. Дератизация).